# Will Ferrell
John William "Will" Ferrell (/ˈfɛrəl/, sinh ngày 16 tháng 7 năm 1967 tại California) là tác giả, diễn viên lồng tiếng, diễn viên hài người Mỹ, ông từng được đề cử giải Emmy và giải Quả cầu vàng. Ông được coi là thành viên của nhóm "Frat Pack" gồm các diễn viên hài xuất sắc thập niên 1990 và 2000 cùng với Ben Stiller, Jack Black, Steve Carell, anh em Luke Wilson và Owen Wilson.

## Phim tham gia

### Điện ảnh
| Năm     | Tên                                         | Vai                                    | Ghi chú                                    |
| ------- | ------------------------------------------- | -------------------------------------- | ------------------------------------------ |
| 1995    | Criminal Hearts                             | Người đọc tin truyền hình              | Không được credit                          |
| 1997    | Austin Powers: International Man of Mystery | Mustafa                                |                                            |
| 1997    | Men Seeking Women                           | Al                                     |                                            |
| 1998    | A Night at the Roxbury                      | Steve Butabi                           | Tham gia viết kịch bản                     |
| 1998    | The Thin Pink Line                          | Darren Clark                           |                                            |
| 1999    | Superstar                                   | Sky Corrigan/Chúa                      |                                            |
| 1999    | Dick                                        | Bob Woodward                           |                                            |
| 1999    | Austin Powers: The Spy Who Shagged Me       | Mustafa                                |                                            |
| 1999    | The Suburbans                               | Gil                                    |                                            |
| 2000    | The Ladies Man                              | Lance DeLune                           |                                            |
| 2000    | Drowning Mona                               | Cubby the Funeral Director             |                                            |
| 2001    | Zoolander                                   | Mugatu                                 |                                            |
| 2001    | Jay and Silent Bob Strike Back              | Cảnh sát Willenholly                   |                                            |
| 2002    | Boat Trip                                   | Bạn trai của Brian                     | Không được credit                          |
| 2003    | Elf                                         | Buddy                                  |                                            |
| 2003    | Old School                                  | Frank "the Tank" Ricard                |                                            |
| 2004    | Melinda and Melinda                         | Hobie                                  |                                            |
| 2004    | Anchorman: The Legend of Ron Burgundy       | Ron Burgundy                           | Tham gia viết kịch bản                     |
| 2004    | Wake Up, Ron Burgundy: The Lost Movie       | Ron Burgundy                           | Direct-to-DVD; tham gia viết kịch bản      |
| 2004    | Starsky & Hutch                             | Big Earl                               | Không được credit                          |
| 2004    | Oh, What a Lovely Tea Party                 | Chính mình                             | Phim tài liệu                              |
| 2005    | The Producers                               | Franz Liebkind                         | Không được credit                          |
| 2005    | Wedding Crashers                            | Chazz Reinhold                         |                                            |
| 2005    | Winter Passing                              | Corbit                                 |                                            |
| 2005    | Bewitched                                   | Jack Wyatt/Darrin                      |                                            |
| 2005    | Kicking & Screaming                         | Phil Weston                            |                                            |
| 2005    | The Wendell Baker Story                     | Dave Bix                               |                                            |
| 2006    | Stranger Than Fiction                       | Harold Crick                           |                                            |
| 2006    | Talladega Nights: The Ballad of Ricky Bobby | Ricky Bobby                            |                                            |
| 2006    | Curious George                              | Ted/Người đàn ông mũ vàng              | Lồng tiếng                                 |
| 2007    | Blades of Glory                             | Chazz Michael Michaels                 |                                            |
| 2008    | Semi-Pro                                    | Jackie Moon                            |                                            |
| 2008    | Step Brothers                               | Brennan Huff                           | Tham gia viết kịch bản và đạo diễn chỉ đạo |
| 2009    | Land of the Lost                            | Rick Marshall                          |                                            |
| 2009    | The Goods: Live Hard, Sell Hard             | Craig McDermott                        | Không được credit; tham gia sản xuất       |
| 2010    | The Other Guys                              | Allen Gamble                           | Tham gia sản xuất                          |
| 2010    | Megamind                                    | Megamind                               | Lồng tiếng                                 |
| 2010    | Everything Must Go                          | Nick Halsey                            |                                            |
| 2011    | Megamind: The Button of Doom                | Megamind                               | Phim ngắn, lồng tiếng                      |
| 2012    | Casa de Mi Padre                            | Armando Alvarez                        | Tham gia sản xuất                          |
| 2012    | Tim and Eric's Billion Dollar Movie         | Damien Weebs                           | Tham gia sản xuất                          |
| 2012    | The Campaign                                | Cam Brady                              | Tham gia sản xuất                          |
| 2013    | The Internship                              | Kevin                                  | Không được credit                          |
| 2013    | Anchorman 2: The Legend Continues           | Ron Burgundy                           | Tham gia sản xuất và viết kịch bản         |
| 2014    | The Lego Movie                              | Lord Business / Người đàn ông trên gác | Lồng tiếng                                 |
| 2015    | Get Hard                                    | James King                             | Tham gia sản xuất                          |
| 2015    | Daddy's Home                                | Brad                                   | Tham gia sản xuất                          |
| 2016    | Zoolander 2                                 | Jacobim Mugatu                         |                                            |
| 2016    | Zeroville                                   | Rondell                                | Hậu kì                                     |
| 2017    | The House                                   |                                        | Đang quay                                  |
| 2017    | The Lego Movie Sequel                       | Chủ tịch "Lord" Business               | Đang trong gia đoạn tiền sản xuất          |
| 2024    | Despicable Me 4                             | Maxime Le Mal                          |                                            |
| Chưa rõ | Russ and Roger Go Beyond                    | Russ Meyer                             | Đang sản xuất                              |

### Truyền hình
- Saturday Night Live (1995-2002)
- Cow and Chicken (1997-2001) (lồng tiếng một số tập)
- Saturday Night Live: Presidential Bash 2000 (2000)
- Undeclared (khách mời)
- The Oblongs (2001-2002) (lồng tiếng)
- King of the Hill (lồng tiếng)
- The Tom Green Show (khách mời)
- The Naked Trucker and T-Bones Show (khách mời)
- Ant and Dec's Saturday Night Takeaway (voiceover và khách mời)
- Family Guy (lồng tiếng một số tập)